# عجوقة جدلية
عجوقة جدلية (الاسم العلمي: Ajuga controversa) هي نوع نباتي يتبع جنس العجوقة من فصيلة الشفوية.